# Berberis chingii
Berberis chingii là một loài thực vật có hoa trong họ Hoàng mộc. Loài này được C.Y.Cheng mô tả khoa học đầu tiên năm 1934.